# Diocese de Floresta
A Diocese de Floresta (Dioecesis Florestensis) é uma circunscrição eclesiástica da Igreja Católica no Brasil, pertencente à Província Eclesiástica de Olinda e Recife e ao Conselho Episcopal Regional Nordeste II da Conferência Nacional dos Bispos do Brasil, sendo sufragânea da Arquidiocese de Olinda e Recife. A sé episcopal está na Catedral Bom Jesus dos Aflitos, na cidade de Floresta, no estado de Pernambuco.

## Histórico
A primeira diocese de Floresta foi erigida em 5 de dezembro de 1910, tendo existido até 2 de agosto de 1918, quando foi substituída pela Diocese de Pesqueira. A Diocese de Floresta foi restabelecida a 15 de fevereiro de 1964, pelo Papa Paulo VI, desmembrada da Diocese de Pesqueira.

## Demografia
Em 2016, a diocese contava com uma população aproximada de 261 mil habitantes, com 99,2% de católicos. O território da diocese é de 18.210 km², organizado em 12 paróquias.

## Bispos de Floresta
|        | Nome                       | Período    | Notas                                          |
| Bispos | Bispos                     | Bispos     | Bispos                                         |
| ------ | -------------------------- | ---------- | ---------------------------------------------- |
| 4º     | Gabriele Marchesi          | 2013-atual |                                                |
| 3º     | Adriano Ciocca Vasino      | 1999-2012  | Nomeado bispo-prelado de São Félix do Araguaia |
| 2º     | Czesław Stanula, C.Ss.R.   | 1989-1997  | Nomeado bispo de Itabuna                       |
| 1º     | Franz Xavier Nierhoff, MSF | 1964-1988  |                                                |